# رأس العبيد
رأس العبيد (بالفرنسية: Ras El Abid)‏ هو رأس يقع بجنوب شرقي جزيرة جربة التونسية، جنوب شرقي قرية القنطرة.
| رأس العبيد |